# Tiridat I. Armenski
Tiridat I. je bio vladarom armenskog kraljevstva početkom 53. godine. Utemeljio je dinastiju Arsakida, koja je ogranak partske dinastije Arsakida.
Uspostavio je godine 62. arsakidsku vlast u Armeniji, nakon kaotičnih godina što su uslijedile nakon pada dinastije Artaksida.
Na armenskom ga je prijestolju naslijedio Aksidar.

## Baština
Bio je sinom Vonona II.
Imao je četvero braće koji su bili na prijestoljima Partije i Armenije: Mitridata IV., Vologaza I., Hozroja I. i Pakora II.